# فريدريك فورمان
فريدريك فورمان (30 أغسطس 1884 - 8 ديسمبر 1960)  (بالإنجليزية: Frederick Forman)‏ هو لاعب كريكت بريطاني (وحمل سابقاً جنسية المملكة المتحدة لبريطانيا العظمى وأيرلندا).